# Gmina Ikast
Gmina Ikast (duń. Ikast Kommune) – istniejąca w latach 1970–2006 gmina w Danii w okręgu Ringkjøbing Amt. Siedzibą władz gminy było miasto Ikast. Gmina Ikast została utworzona 1 kwietnia 1970 na mocy reformy podziału administracyjnego Danii.
Po kolejnej reformie administracyjnej w roku 2007 weszła w skład nowej gminy Ikast-Brande.

## Dane liczbowe
- Liczba ludności: (♀ 11 780 + ♂ 11 503) = 23 283
  - wiek 0–6: 9,7%
  - wiek 7–16: 14,1%
  - wiek 17–66: 65,3%
  - wiek 67+: 10,9%
- zagęszczenie ludności: 79,2 osób/km²
- bezrobocie: 6,0% osób w wieku 17–66 lat
- cudzoziemcy z UE, Skandynawii i USA: 78 na 10 000 osób
- cudzoziemcy z krajów Trzeciego Świata: 375 na 10 000 osób
- liczba szkół podstawowych: 8 (liczba klas: 157)